# 定勝寺 (吉川市)
定勝寺（じょうしょうじ）は、埼玉県吉川市にある真言宗豊山派の寺院。

## 歴史
永正年間（1504年 - 1521年）、宥怡によって開山された。当初は「観音寺」という名称であり、下総国葛飾郡貝塚村（現・千葉県市川市下貝塚）に位置していた。
その後、江戸時代初期に平本定久・定勝父子によって、現在地に移転し、「定勝寺」に改称した。平本父子はもと下総高城氏の家臣であったが、主家滅亡後は貝塚村に潜伏していた。その後、代官頭伊奈氏に仕えることになり、当地に定着することになった。そして貝塚村の当寺が治水工事で移転を余儀なくされたため、現在地に移すことになったのである。

## 文化財
- 定勝寺銅鐘（埼玉県指定有形文化財 昭和51年3月30日指定）[2]
- 定勝寺仁王門（吉川市指定文化財 平成12年12月21日指定）[3]

## 交通アクセス
- 路線バス定勝寺前停留所より徒歩2分。